# Glendale (Californië)
Glendale is een stad in de Amerikaanse staat Californië en telt 196.543 inwoners (2020). Het is hiermee de 126e stad in de Verenigde Staten. De landoppervlakte bedraagt 79,2 km², waarmee het de 194e stad is.

## Demografie
Van de bevolking is 13,9% ouder dan 65 jaar en bestaat voor 25,7% uit eenpersoonshuishoudens. De werkloosheid bedraagt 5,1% (cijfers volkstelling 2000). Glendale is de stad met de grootste Armeense gemeenschap in de Verenigde Staten: zo'n 40% van de bevolking is Armeens-Amerikaans. Verder bestaat 19,7% van de inwoners uit hispanics en latino's, 1,3% is van Afrikaanse en 16,1% van Aziatische oorsprong.
Het aantal inwoners steeg van 180.060 in 1990 naar 194.973 in 2000 en naar 196.543 in 2020.

## Klimaat
In januari is de gemiddelde temperatuur 12,5 °C, in juli is dat 24,2 °C. Jaarlijks valt er gemiddeld 403,1 mm neerslag (gegevens op basis van de meetperiode 1961-1990).

## Plaatsen in de nabije omgeving
De onderstaande figuur toont nabijgelegen plaatsen in een straal van 16 km rond Glendale.

## Geboren in Glendale
- Katherine MacGregor (1925-2018), televisieactrice
- Captain Beefheart (1941-2010), popmusicus
- Elvin Bishop (1942), muzikant en zanger
- Gary Walker (1942), zanger, drummer; een van The Walker Brothers
- John Wright (1943-2023), filmeditor
- Robert Englund (1947), acteur
- Tim Matheson (1947), acteur
- Bob Siebenberg (1949), drummer
- Pamela Hensley (1950), actrice
- Anthony De Longis (1950), acteur, stuntman en gevechtschoreograaf
- Scott Gorham (1951), gitarist
- Kimberly Beck (1956), actrice
- Jon Gries (1957), acteur en filmregisseur
- Taylor Negron (1957-2015), acteur, scenarioschrijver en stand-upkomiek
- Scott McGinnis (1958), acteur en regisseur
- Kathy Ireland (1963), actrice en ondernemer
- Greg K. (1965), bassist
- Nicole Eggert (1972), actrice
- Paul Walker (1973-2013), acteur
- Douglas Emerson (1974), acteur
- Edward Furlong (1977), acteur
- Diana Taurasi (1982), basketbalspeelster
- Clara Bryant (1985), actrice en advocate
- Nathan Kress (1992), acteur
- Trenton Julian (1998), zwemmer